# Kranienerve
Kranienerverne (eller hjernenerverne) er betegnelsen for de 12 par nerver, som udgår direkte fra hjernen og hjernestammen. Faktisk er de to par nerver, der udgår fra hjernen, principielt ikke nerver, men kan sidestilles med hjernens hvide substans. Desuden er kranienerve XII udviklingsmæssigt en spinalnerve hvorfor det strengt taget kun er III-XI, der kan kategoriseres som værende hjernenerver. Det er da også netop disse, der udspringer fra hjernestammen.
Kranienerverne indeholder nervetråde, som enten er afferente (sensoriske) eller efferente (motoriske). Afferente nervetråde fører nerveimpulser fra sanserne ind til centralnervesystemet, mens efferente nervetråde fører nerveimpulser fra centralnervesystemet ud til muskler og kirtler. N. trigeminus, n. facialis, n. glossopharyngeus og n. vagus indeholder både afferente og efferente nervetråde, mens resten er specialiserede til enten at føre den ene eller anden type signaler. Disse signaler kan så enten være enten viljestyrede (til eksempelvis muskulatur) eller ikke-viljestyrede (til eksempelvis tårekirtlen).
Det sted, hvor en kranienerve kommer frem på hjernens overflade betegnes nervens apparente udspring

## Nervernes navne
Kranienerverne er nummereret i den rækkefølge de perforerer den yderste hjernehinde, dura mater.
| #   | Kranienerve            | Dansk navn              | Branchiebue | Sensorisk funktion                                                                         | Motorisk funktion |
| --- | ---------------------- | ----------------------- | ----------- | ------------------------------------------------------------------------------------------ | --- |
| 1.  | n. olfactorius         | Lugtenerven             | —           | Lugtesans                                                                                  | — |
| 2.  | n. opticus             | Synsnerven              | —           | Syn                                                                                        | — |
| 3.  | n. oculomotorius       | Øjets store bevægenerve | —           | —                                                                                          | Øjendrejning opad, medialt og nedad-medialt. Løft af øverste øjenlåg. Pupilkonstriktion                                |
| 4.  | n. trochlearis         | Øjets lille bevægenerve | —           | —                                                                                          | Øjendrejning nedad-medialt                                                                                             |
| 5.  | n. trigeminus          | Trillingenerven         | 1.          | Ansigt, hovedbund til vertex, mund- og næsekavitet, tungens forreste 2/3 (sensorisk), dura | Tyggefunktion |
| 6.  | n. abducens            | —                       | —           | —                                                                                          | Øjendrejning lateralt                                                                                                  |
| 7.  | n. facialis            | Ansigtsnerven           | 2.          | Smag på tungens forreste 2/3                                                               | Ansigtsmimik, tåre- og spytsekretion                                                                                   |
| 8.  | n. vestibulocochlearis | Ligevægt & hørenerve    | —           | Hørelse, ligevægtsfunktion                                                                 | — |
| 9.  | n. glossopharyngeus    | —                       | 3.          | Svælg, bløde gane, mellemøre, smag på bageste 1/3 af tungen, spytsekretion                 | Musculus stylopharyngeus og andre pharynxmuskler (med n. vagus gennem plexus pharyngeus)                               |
| 10. | n. vagus               | Den vandrende nerve     | 4.-6.       | Øregang, smagsløg på tungeroden, thorakale og abdominale viscera til og med flexura sin.   | Pharynxmuskler (med n. glossopharyngeus gennem plexus pharyngeus), bløde gane, larynx, thorakale og abdominale viscera |
| 11. | n. accessorius         | —                       | —           | —                                                                                          | Hoveddrejning, skulderløft                                                                                             |
| 12. | n. hypoglossus         | —                       | —           | —                                                                                          | Intrinsisk tungemuskulatur                                                                                             |